# Stoenești (gmina w okręgu Giurgiu)
Stoenești – gmina w Rumunii, w okręgu Giurgiu. Obejmuje miejscowości Ianculești, Mirău i Stoenești. W 2011 roku liczyła 2249 mieszkańców. 